# Podalonia atriceps
Podalonia atriceps är en biart som först beskrevs av Frederick Smith 1856.
Podalonia atriceps ingår i släktet Podalonia och familjen grävsteklar. Inga underarter finns listade i Catalogue of Life.